# Vindex
Caius Julius Vindex, Gaulois originaire d'une puissante famille d'Aquitaine et sénateur romain, était sans doute légat (gouverneur) de la province de Gaule lyonnaise. En tant que gouverneur, il mena en Gaule une fronde contre l'empereur Néron en 68 ap. J.-C., qui allait être à l'origine de sa chute, puis de la crise politique qui secoua l'Empire en 69, et fut dénommée année des quatre empereurs.

## Famille

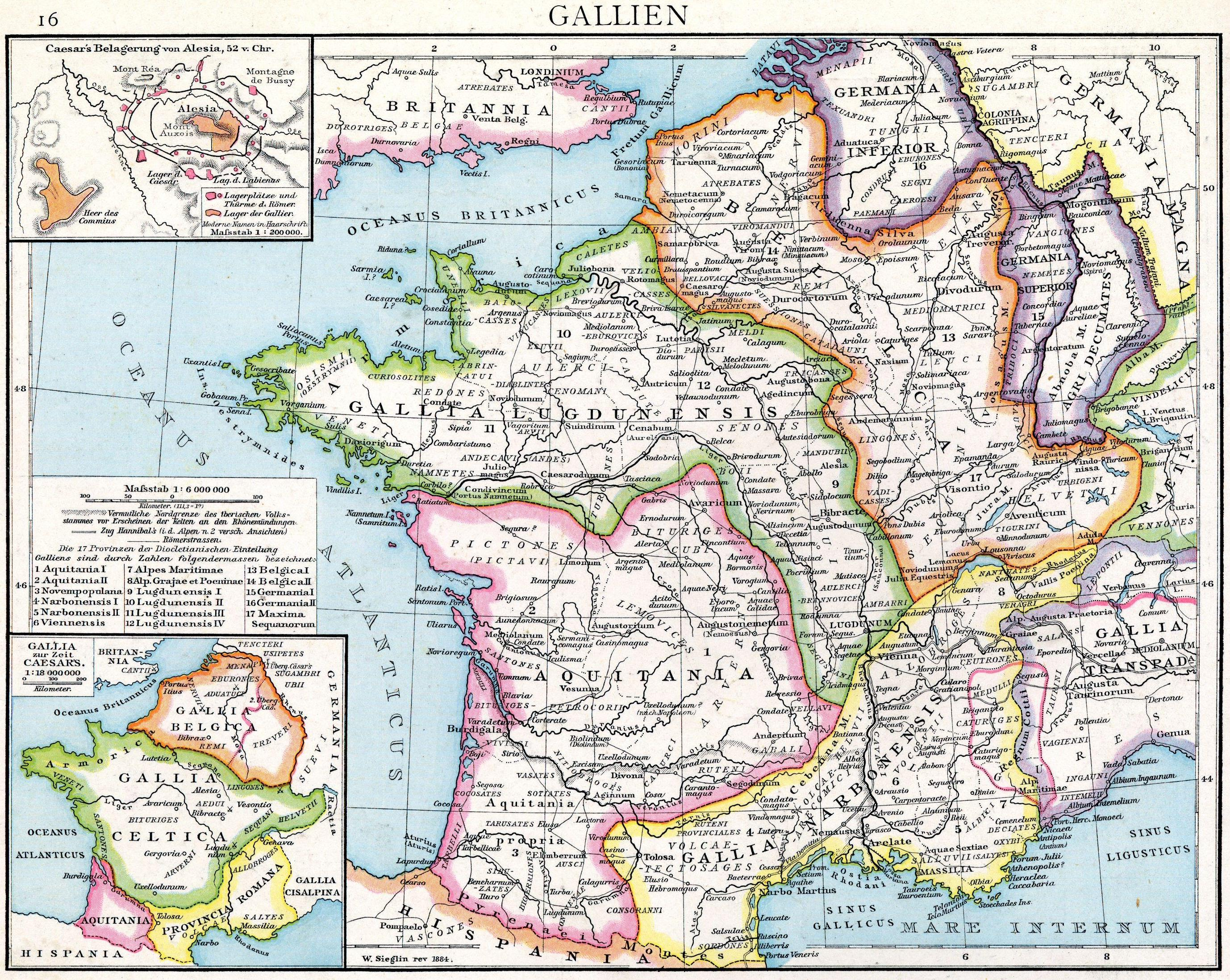
La Gaule romaine, carte de Gustav Droysen, 1886.

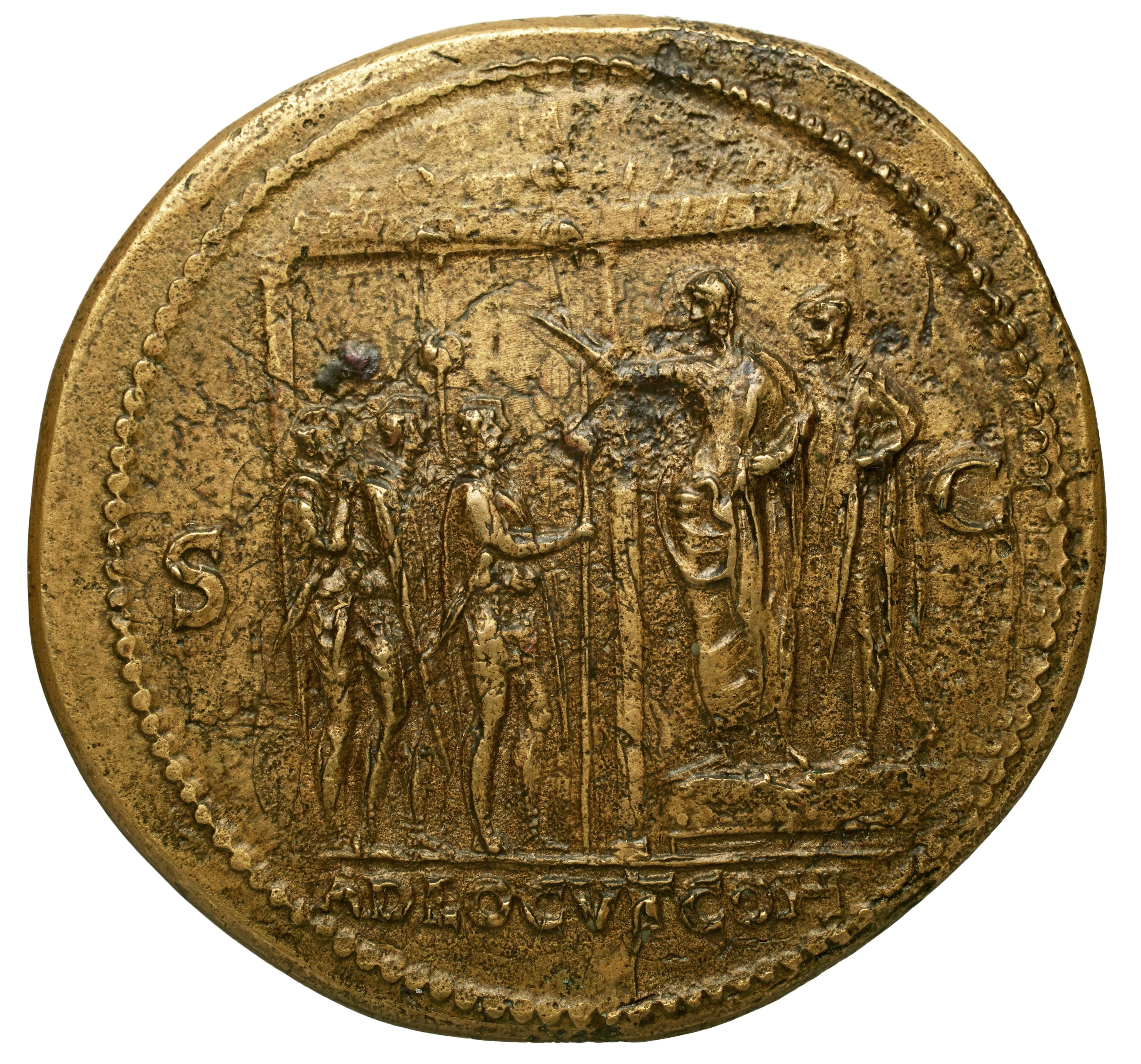
Sesterce représentant l'empereur Néron haranguant des soldats de l'armée de Germanie. Lyon, 65 ap. J.-C.

L'historien Dion Cassius dit de Caius Julius Vindex qu'il était Aquitain, issu d'une riche famille d'origine royale et que son père avait été sénateur romain. Ses ancêtres, comme le révèle son nom de Julius, reçurent la citoyenneté romaine de César ou d'Auguste.

## Biographie
Dans un contexte d'usure du pouvoir de Néron, due tant à sa manière de gouverner l'Empire qu'à ses dépenses et aux hausses des impôts dans les provinces, Vindex convoque en mars 68 les délégués des cités des Trois Gaules au sanctuaire fédéral à Condate, en face de Lyon. Dans un discours conservé par Dion Cassius et prononcé face aux délégués gaulois, Vindex dénonce la politique néronienne et conclut en ces termes :
« Levez-vous donc enfin, secourez-vous vous-mêmes, secourez les Romains et délivrez l'univers entier. »
L'appel de Vindex fut suivi diversement parmi les cités gauloises. S'il rallia les Éduens et les Séquanes, en revanche les Lingons et les Trévires, plus liés aux armées du Rhin, refusèrent de le suivre. Parmi les colonies, Lyon et Vienne allaient trouver ici un nouveau terrain d'affrontement apte à raviver de vieux griefs.
Il prit rapidement contact avec ses homologues gouverneurs les plus proches de sa province. Tous le dénoncèrent auprès du prince, sauf le gouverneur de Tarraconaise et futur empereur Galba. Ce dernier entra, pour la mener, dans la révolte qui se métamorphosa ainsi en guerre civile. Le général Lucius Verginius Rufus se dirigeant vers Vesontio (Besançon) pour en faire le siège, Vindex dut s'y rendre afin d'éviter la prise du chef-lieu de la capitale des Séquanes. Selon cet accord, Vindex devait recevoir l'Espagne (sans avoir obtenu le consulat), Rufus voyait son gouvernement étendu à l'ensemble des Gaules et Galba était reconnu Princeps à la place de Néron.
Alors que l'armée des révoltés marchait en désordre, les légions de Germanie prirent l'initiative, sans en avoir reçu l'ordre de leur général, de les attaquer. Cet affrontement, entouré d'un halo de mystère, vit périr 20 000 Gaulois (selon Plutarque) ce qui amena Vindex à se suicider. Mais bien qu'elle fût écrasée par Lucius Verginius Rufus (à la fin mai ou au début juin de l'année 68), la rébellion de Vindex marqua le début d'une série de soulèvements contre le princeps Néron, qui dut s'enfuir et fut remplacé par Marcus Sulpicius Galba. Le règne furtif de ce dernier inaugura une année de troubles durant laquelle se succédèrent quatre empereurs (Galba, Othon, Vitellius, et Vespasien).
Fait singulier, Vindex signifie en latin Vengeur. Or, le gouverneur de la Gaule lyonnaise s'était rebellé contre le princeps Néron en raison de certains aspects de sa politique, tels que l'assassinat de sa mère Agrippine la Jeune, le meurtre de certains membres de la Curie romaine, la construction de la Domus Aurea sur les ruines de la Domus Transitoria et de possessions de sa famille alors que Rome venait de connaître un grand incendie en 64.

## Anecdotes
- En latin, "Vindex" est un cognomen qui signifie aussi "vengeur".